# جورج هارتمان (واضع كلمات الأوبرا)
جورج هارتمان (بالفرنسية: Georges Hartmann)‏ هو واضع كلمات الأوبرا فرنسي، ولد في 15 مايو 1843 في باريس في فرنسا، وتوفي بنفس المكان في 22 أبريل 1900.

## وصلات خارجية
- جورج هارتمان على موقع ميوزك برينز (الإنجليزية)
- جورج هارتمان على موقع ديسكوغز (الإنجليزية)